# Campaña WISE
La campaña WISE, de las siglas en inglés para Women into Science and Engineering, es un proyecto desarrollado por la organización UKRC, en Reino Unido. Tiene como objetivo fomentar y animar a niñas y mujeres a dedicarse y participar en actividades relacionadas con las profesiones STEM, ciencia, tecnología, ingeniería y matemáticas, puesto que el número de mujeres que se dedican a estos campos es aproximadamente una cuarta parte de todos los profesionales en STEM. 

## Formación
La campaña empezó el 17 de enero de 1984 dirigida por la baronesa Platt of Writtle, ingeniera mecánica cualificada, en un momento donde las mujeres constituían solamente el 7% de los ingenieros graduados y el 3% de los ingenieros profesionales de Reino Unido. Fue una colaboración entre el Consejo de Injeniería (Engineering Council) y la Comisión de Igualdad de Oportunidades, originalmente considerada como una campaña de un año "Mujeres en la Ciencia y la Ingeniería".